# 北海道道864号大麻東雁来線

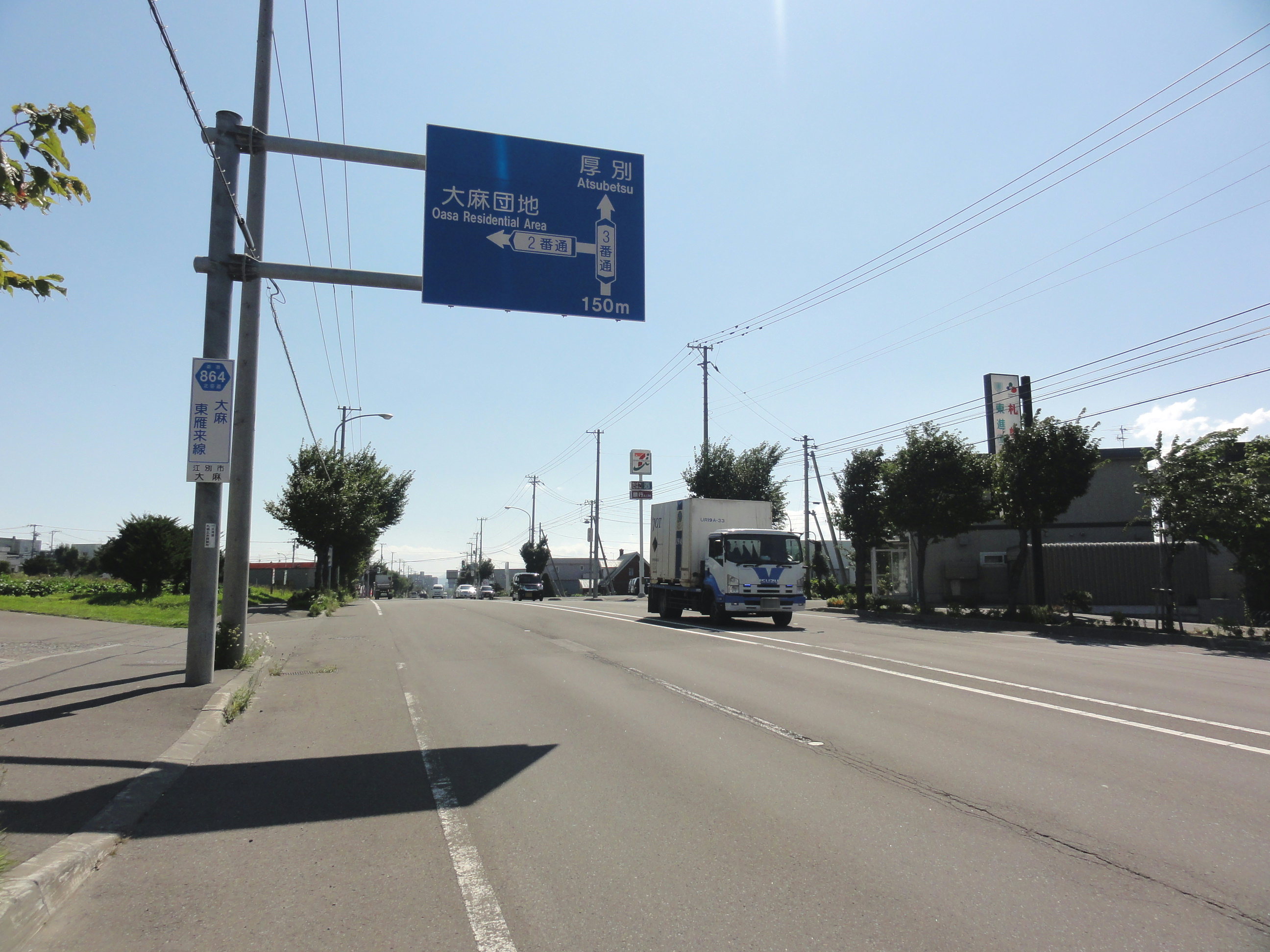
江別市大麻付近（2012年8月）

北海道道864号大麻東雁来線（ほっかいどうどう864ごう おおあさひがしかりきせん）は、北海道江別市と札幌市東区を結ぶ一般道道（北海道道）である。札幌市域は札幌市管理路線。

## 概要
札幌市域の区間の大半は、札幌圏都市計画道路である北13条北郷通となっている。また、江別市内の一部路線は、江別市都市計画道路大麻インター線の一部として、改良工事を2008年より実施している。

### 路線データ
- 起点：北海道江別市大麻（道央自動車道江別西IC、北海道道110号江別インター線交点）
- 終点：北海道札幌市東区東雁来1条1丁目（国道275号交点）
- 総延長：10.6 km（うち札幌市管理7.0 km）

## 歴史
- 1975年（昭和50年）3月31日 路線認定[3]。

認定時の起点は、現在の北海道道626号東雁来江別線と江別市の都市計画道路「3番通」との交点付近であった。
- 2002年（平成14年）6月28日 起点を現在の位置へ移動し、認定区間を約2.8km延長[4]。
- 2025年（令和7年）1月31日 江別西IC - 市道4番通交差点（江別市大麻、2.1 km）が4車線化[5]。

## 路線状況

### 重複区間
- 江別市大麻（北海道道626号東雁来江別線）
- 札幌市厚別区厚別北3条3丁目 - 札幌市厚別区厚別北1条3丁目（札幌市道9904号厚別東北郷線）
- 札幌市白石区北郷2条1丁目 - 札幌市東区東雁来1条1丁目（北海道道89号札幌環状線）

## 地理

### 通過する自治体
- 石狩振興局
  - 江別市
  - 札幌市（厚別区 - 白石区 - 東区）

### 交差する道路
江別市
- 北海道道110号江別インター線 - 大麻
- 北海道道626号東雁来江別線

札幌市厚別区
- 札幌市道9904号厚別東北郷線

札幌市白石区
- 国道274号（札幌新道） - 北郷2条11丁目
- 北海道道89号札幌環状線

終点までの重複区間は省略

### 沿線にある施設など
江別市
- 江別大麻西郵便局 - 大麻桜木町26-1

札幌市厚別区
- 厚別警察署森林公園交番 - 厚別北4条4丁目16
- 厚別消防署厚別西出張所 - 厚別西3条5丁目7-22
- 厚別西二条郵便局 - 厚別西2条3丁目7-11
- 北門信用金庫厚別西支店 - 厚別西3条1丁目5-19

札幌市白石区
- 北海道銀行北都支店 - 川下3条5丁目1-1
- 白石川下郵便局 - 川下2条5丁目2-1
- 北洋銀行白石区北都支店 - 川下3条4丁目1-1
- 北海道信用金庫白石区北都支店 - 北郷2条12丁目7-11
- 白石北郷二条郵便局 - 北郷2条12丁目5-4
- 白石北郷東郵便局 - 北郷3条7丁目1-28
- 北海道銀行北郷支店 - 北郷3条4丁目1-45
- 北洋銀行白石区北郷支店 - 北郷3条4丁目1-1